# بارانگرد
بارانگرد، روستایی در دهستان بارانگرد بخش قلعه تل شهرستان باغ‌ملک دراستان خوزستان ایران است. این روستا، مرکز دهستان بارانگرد است.مردم روستای بارانگرد  به زبان لری صحبت می کنند.

## جمعیت
بر پایه سرشماری عمومی نفوس و مسکن در سال ۱۳۹۵، جمعیت این روستا برابر با ۱٬۳۴۹ نفر (۳۶۵ خانوار) است.

## وجه تسمیه باران‌گرد
باران‌گرد یا با گویش محلی «بارون‌گرد» به معنی شهر باران است، گرد و جرد در اسامی شهرهای ایرانی به معنای شهر، آبادی و ساخته و اثر هستند. اشکانیان و ساسانیان شهرها را بیشتر با پسوند گرد می‌ساخته‌اند همانند سوسنگرد، دارابگرد و بروگرد (بروجرد).  در فارسنامه ناصری کلمه گِرد مترادف شهر آمده و ذکر شده: گرد به معنای شهر باشد و جِرد معرب آن است. (فارسنامه جلد ۲ ص ۱۳۰۶).
در برهان قاطع و فرهنگ آنندراج به معنای دور و حوالی و پیرامون آمده و فرهنگ معین آن را به معنی «ساخته و کرده» آورده و ذکر می‌کند در اواخر اسامی امکنه می‌آید و معنای شهر ساخته شده توسطِ (اسم خاص) می‌دهد. مثل بروگرد (بروجرد) و دارابگرد. به نوشته فرهنگ دهخدا «گرد» و «گرت» در زبان پهلوی به معنای مدور و در زبان فارسی باستان به‌احتمال زیاد «کرتا» بوده‌است. 
در زبان روسی نیز، گرود، گُورَد «город» یعنی «شهر» به شکل پسوند «گراد град» به کار می‌رود، مثل ولگوگراد.